# Kristóf mecklenburgi herceg
Kristóf mecklenburgi herceg (Augsburg, 1537. július 30. – Kloster Tempzin, 1592. március 4.) Brandenburgi Anna mecklenburgi hercegnő és VII. Albert mecklenburgi herceg fia. 1554 és 1592 között ő volt Ratzeburg hercegi püspökségének adminisztrátora.